# Tito Quincio Flaminino (cónsul 123 a. C.)
Tito Quincio Flaminino'  fue un político y militar de la República Romana.

## Carrera política
Fue cónsul en el año 123 a. C. junto con Quinto Cecilio Metelo Baleárico. Cicerón, que lo había visto y oído durante su juventud, dice que Quincio era analfabeto, pero hablaba un latín de gran elegancia. En su consulado se fundó la colonia de Cartago aunque Tito Livio y Plutarco sitúan la restauración de esa ciudad en el año siguiente, es decir, en el segundo tribunado de Cayo Graco.